# Taufik Hidayat
Taufik Hidayat (* 10. srpna 1981, Bandung) je bývalý badmintonista z Indonésie, hráč klubu SGS Elektrik Bandung. Je olympijským vítězem 2004, mistrem světa 2005 a dvojnásobným vítězem (2002, 2006) Asijských her ve dvouhře. Také vyhrál s indonéskou reprezentací Thomasův pohár v letech 2000 a 2002. Jeho silnou zbraní byly bekhend a smeče, dosáhl rekordní rychlosti úderu 305 km/h. Kariéru ukončil v roce 2013.

## Výsledky na OH

### 2000
- 1. kolo volný los
- 2. kolo Hidetaka Yamata (Japonsko) 15:5, 14:17, 15:8
- osmifinále Ong Ewe Hock (Malajsie) 15:9, 13:15, 15:3
- čtvrtfinále Ji Xinpeng (Čína) 12:15, 5:15

### 2004
- 1. kolo Hidetaka Yamata (Japonsko) 15:8, 15:10
- osmifinále Wong Choong Hann (Malajsie) 11:15, 15:7, 15:9
- čtvrtfinále Peter Gade (Dánsko) 15:12, 15:12
- semifinále Boosak Ponsana (Thajsko) 15:9, 15:2
- finále Shon Seung-mo (Jižní Korea) 15:8, 15:7

### 2008
- 1. kolo volný los
- 2. kolo Wong Choong Hann (Malajsie) 19:21, 16:21

### 2012
- základní skupina:
- Pablo Abián (Španělsko) 22:20, 21:11
- Petr Koukal (Česko) 21:8, 21:8
- osmifinále:
- Lin Dan (Čína) 9:21, 12:21